# Chaetodermis penicilligerus
Chaetodermis penicilligerus is een  straalvinnige vissensoort uit de familie van vijlvissen (Monacanthidae). De wetenschappelijke naam van de soort is voor het eerst geldig gepubliceerd in 1816 door Cuvier. Deze soort leeft in de zee rondom Indonesië, Maleisië, en voor de zuidelijke kusten van Japan, zuidelijk komt de soort voor tot in het Great Barrier Reef in Australië. De soort leeft in lagunen met veel algen op diepten van 3 tot 25 meter. De vissen zwemmen langzaam, en leven solitair of in paren. De soort voedt zich met poliepen van koraal, kleine wervelloze diertjes en van algen.